# ホセ・クアス
ホセ・ルイス・クアス（José Luis Cuas, 1994年6月28日 - ) は、ドミニカ共和国サントドミンゴ出身のプロ野球選手（投手）。右投右打。MLBのアトランタ・ブレーブス傘下所属。

## 経歴

### プロ入り前
2012年のMLBドラフト40巡目でトロント・ブルージェイズから指名されたが、契約せずにメリーランド大学に進学した。

### プロ入りとブルワーズ傘下時代
2015年のMLBドラフト11巡目（全体331位）でミルウォーキー・ブルワーズに指名されてプロ入り。プロ入り後はルーキー級のヘレナ・ブルワーズでプレーし、68試合に出場して打率.260、7本塁打、40打点を記録した。
2016年は、A+級のブレバード・カントリー・マナティーズでプレーした。120試合の出場で打率.170、4本塁打、27打点を記録した。
2017年は、A級のウィスコンシン・ティンバーラトラーズとA+級のカロライナ・マドキャッツでプレーした。2チーム合計で打率.187、5本塁打、28打点を記録した。
2018年に投手に転向し、開幕をA級で迎えた。13試合の登板で2勝0敗、防御率8.38の成績を残した。7月10日にFAになった。

### 独立リーグ時代
ブルワーズをFAになった後、アトランティックリーグのロングアイランド・ダックスと契約を結び、2勝1敗、防御率2.38を記録した。
2019年は、開幕をロングアイランド・ダックスで迎えた。

### ダイヤモンドバックス傘下時代
2019年5月25日にアリゾナ・ダイヤモンドバックスと契約を結んだ。シーズンでは、A-級のヒルズボロ・ポップス、A級のケーンカウンティ・クーガーズ、A+級のバイセイリア・ローハイドの3チームでプレーした。26試合の登板で6勝3敗、防御率1.60の成績を残した。
2020年は、新型コロナウイルスの影響でマイナーリーグの試合が開催されなかったため、プレーしなかった。

### ロイヤルズ時代

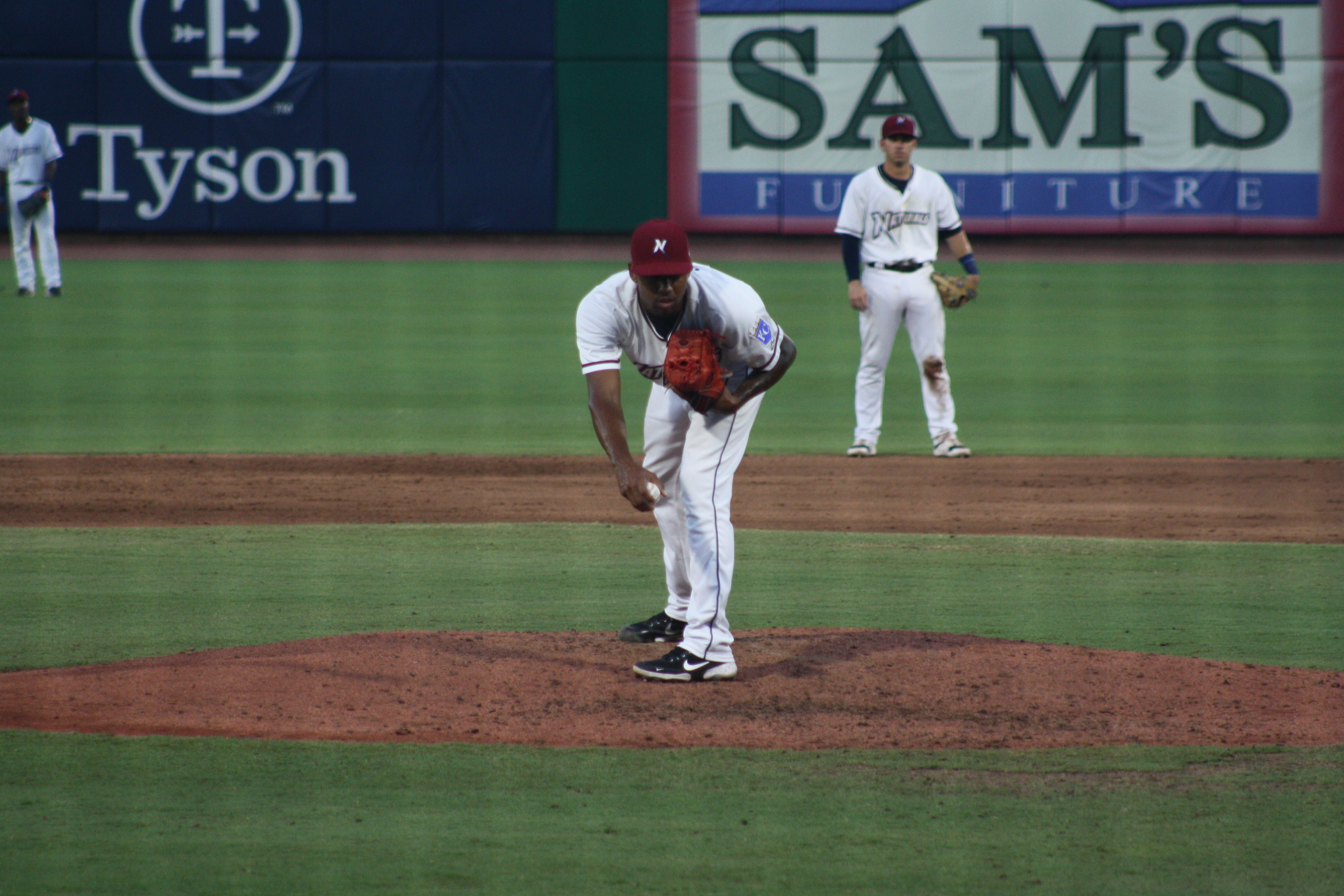
ノースウェストアーカンソー・ナチュラルズ時代
(2021年)

2021年は、開幕を独立リーグのロングアイランド・ダックスで迎えたが、6月17日にカンザスシティ ロイヤルズと契約した。契約後は、ルーキー級のアリゾナ・コンプレックスリーグ・ロイヤルズ、AA級のノースウエストアーカンソー・ナチュラルズ、AAA級のオマハ・ストームチェイサーズでプレーし、5勝1敗、防御率1.51の成績を残した。
2022年は、開幕をAAA級で迎えた。5月30日にメジャー契約を結んでアクティブ・ロースター入りし、31日のクリーブランド・ガーディアンズ戦でメジャーデビューを果たした。

### カブス時代
2023年7月31日にネルソン・ベラスケスとのトレードでシカゴ・カブスへ移籍した。移籍後は27試合に登板し、防御率3.04という成績であった。
しかし2024年シーズンは9試合登板で防御率7.43と振るわず、6月16日にイーサン・ロバーツの昇格に伴ってDFAとなった。

### ブルージェイズ時代
2024年6月23日にウェイバー公示を経てトロント・ブルージェイズに移籍した。

### フィリーズ傘下時代
2024年9月7日にウェイバー公示を経てフィラデルフィア・フィリーズに移籍した。フィリーズでは、メジャーで登板することが無いままシーズンを終えた。オフの12月23日にジョー・ロスを獲得したことに伴ってDFAとなり、翌2025年1月10日にマイナー契約で再契約を結び、同年のスプリングトレーニングには招待選手として参加した(同日中にAAA級リーハイバレー・アイアンピッグスに配属)。この年の開幕はマイナーで迎えたがメジャーに昇格することは無く、5月1日に自由契約となった。

### ブレーブス傘下時代
2025年5月25日にアトランタ・ブレーブスとマイナー契約を結び、同日中にAA級コロンバス・クリンストーンズ（同年より組織がジョージア州に移転したことに伴い、ミシシッピ・ブレーブスから球団名を変更）に配属された。

## 詳細情報

### 年度別投手成績
| 年 度    | 球 団    | 登 板 | 先 発 | 完 投 | 完 封 | 無 四 球 | 勝 利 | 敗 戦 | セ 丨 ブ | ホ 丨 ル ド | 勝 率 | 打 者 | 投 球 回 | 被 安 打 | 被 本 塁 打 | 与 四 球 | 敬 遠 | 与 死 球 | 奪 三 振 | 暴 投 | ボ 丨 ク | 失 点 | 自 責 点 | 防 御 率 | W H I P |
| -------- | -------- | ----- | ----- | ----- | ----- | -------- | ----- | ----- | -------- | ----------- | ----- | ----- | -------- | -------- | ----------- | -------- | ----- | -------- | -------- | ----- | -------- | ----- | -------- | -------- | ------- |
| 2022     | KC       | 47    | 0     | 0     | 0     | 0        | 4     | 2     | 1        | 11          | .667  | 180   | 37.2     | 39       | 2           | 24       | 2     | 6        | 34       | 1     | 0        | 18    | 15       | 3.58     | 1.67    |
| 2023     | KC       | 45    | 1     | 0     | 0     | 0        | 3     | 0     | 0        | 4           | 1.000 | 192   | 41.2     | 46       | 6           | 21       | 0     | 4        | 52       | 2     | 0        | 21    | 21       | 4.54     | 1.61    |
| 2023     | CHC      | 27    | 1     | 0     | 0     | 0        | 0     | 2     | 1        | 6           | .000  | 100   | 23.2     | 17       | 2           | 14       | 0     | 3        | 19       | 3     | 0        | 9     | 8        | 3.04     | 1.31    |
| '23計    | CHC      | 72    | 2     | 0     | 0     | 0        | 3     | 2     | 1        | 10          | .600  | 292   | 65.1     | 63       | 8           | 35       | 0     | 7        | 71       | 5     | 0        | 30    | 29       | 3.99     | 1.50    |
| 2024     | CHC      | 9     | 0     | 0     | 0     | 0        | 0     | 0     | 0        | 0           | ----  | 65    | 13.1     | 16       | 3           | 6        | 0     | 3        | 14       | 2     | 0        | 12    | 11       | 7.43     | 1.65    |
| 2024     | TOR      | 4     | 0     | 0     | 0     | 0        | 0     | 0     | 0        | 0           | ----  | 18    | 3.0      | 3        | 1           | 4        | 1     | 2        | 3        | 0     | 0        | 3     | 3        | 9.00     | 2.33    |
| '24計    | TOR      | 13    | 0     | 0     | 0     | 0        | 0     | 0     | 0        | 0           | ----  | 83    | 16.1     | 19       | 4           | 10       | 1     | 5        | 17       | 2     | 0        | 15    | 14       | 7.71     | 1.78    |
| MLB：3年 | MLB：3年 | 132   | 2     | 0     | 0     | 0        | 7     | 4     | 2        | 21          | .636  | 555   | 119.1    | 121      | 14          | 69       | 3     | 18       | 122      | 8     | 0        | 63    | 58       | 4.37     | 1.59    |

- 2024年度シーズン終了時

### 年度別守備成績
| 年 度 | 球 団 | 投手（P） | 投手（P） | 投手（P） | 投手（P） | 投手（P） | 投手（P） |
| 年 度 | 球 団 | 試 合     | 刺 殺     | 補 殺     | 失 策     | 併 殺     | 守 備 率  |
| ----- | ----- | --------- | --------- | --------- | --------- | --------- | --------- |
| 2022  | KC    | 47        | 0         | 8         | 0         | 0         | 1.000     |
| 2023  | KC    | 45        | 0         | 2         | 0         | 0         | 1.000     |
| 2023  | CHC   | 27        | 3         | 2         | 0         | 0         | 1.000     |
| '23計 | CHC   | 72        | 3         | 4         | 0         | 0         | 1.000     |
| 2024  | CHC   | 9         | 1         | 0         | 0         | 0         | 1.000     |
| 2024  | TOR   | 4         | 0         | 1         | 0         | 0         | 1.000     |
| '24計 | TOR   | 13        | 1         | 1         | 0         | 0         | 1.000     |
| MLB   | MLB   | 132       | 4         | 13        | 0         | 0         | 1.000     |

- 2024年度シーズン終了時

### 背番号
- 74（2022年 - 2024年）